# Туризам у Албанији
Туризам у Албанији је био кључни елемент економске активности земље и стално се развија. Карактерише га богато археолошко и културно наслеђе које датира још из класичног периода када су Илири и стари Грци насељавали регион. Током историје, територију Албаније су окупирали и насељавали Римљани, Византинци, Млечани и Османлије . Нарочито се ова земља одликује нетакнутим плажама, планинским пределима, традиционалном кухињом, археолошким артефактима, јединственом традицијом, ниским ценама и дивљом атмосфером села.
Држава се налази у југоисточној Европи и граничи се са Црном Гором на северозападу, Косовом на североистоку, Северном Македонијом на истоку и Грчком на југу. Средоземно море са Јадранским и Јонским морем чине целу западну границу земље. Дужина обале земље је око 481 км састоји се од пешчаних и стеновитих плажа, залива, пећина, литица, ртова и лагуна. Иако земља има значајну разноликост са пејзажом који се креће од снежних албанских Алпа, Шара, Скендербега, Кораба, Пинда и Корабских планина до сунчаних албанских обала Јадранског и Јонског мора.
Земља има изразито медитеранску климу. На територији земље постоји широк спектар микроклима због различитих типова земљишта и топографије. Најтоплији делови земље налазе се на обалама где је клима под великим утицајем мора, док су најхладнији делови у северном и источном залеђу, где преовладава снежна шумовита клима.
Са укупно 3,8 милиона посетилаца, Албанија је 25. најпосећенија земља у Европи. Лонли Планет је Албанију рангирао као дестинацију број 1 коју треба посетити 2011. Њујорк тајмс је Албанију сврстао на 4. место међу 52 дестинације које треба посетити 2014. Иако још увек неразвијена, Албанија би требало да први пут дебитује на светској сцени док слави век независности. У чланку Хафингтон поста наведено је 10 разлога за посету Албанији 2013. Недавно је Албанија званично названа „Иди својим путем“. Раније је названа "Нова медитеранска љубав". Према албанском институту за статистику, око 4,73 милиона страних држављана посетило је Албанију у 2016.
Бројни реномирани међународни хотелски ланци објављују своје присуство у Албанији, укључујући Мариот, Хајат, Маритим Плаза, Хилтон Гарден Ин, МК Хотелс и Бест Вестерн у Тирани, као и Melia Hotels International у Драчу, док други чекају зелено светло за почетак операција углавном у Тирани, албанским Алпима и дуж албанске ривијере.

## Агротуризам
Тренд за агротуризам је облик туризма на селу који комбинује пољопривреду и туризам и који се експоненцијално развија у Албанији. Влада Албаније је идентификовала овај облик туризма као важну и одрживу туристичку прилику и дала приоритет његовом развоју као концепту руралне економске диверсификације у оквиру Програма 100+ села у земљи.

## Региони

### Северна Албанија
Северни регион земље је посебно познат по свом природном и културном наслеђу, сликовитим алпским планинским пределима, сликовитим висовима, глацијалним језерима, богатој флори и фауни, лековитим пешчаним плажама и историјским регионима са древним традицијама и укусном кухињом. Подстакнут је крашким стенама, углавном доломитом и кречњаком са припадајућим језерима и пећинама, што је довело до најизразитијег обележја његових језера и река.
Албански Алпи су међу највреднијим и јединственим карактеристикама северног региона Албаније. Његов планински пејзаж са вишеструким контрастима, прошаран речним долинама са кристалним водама, клисурама и планинским седлима са богатим биодиверзитетом, привлачи домаће и стране туристе из целог света.
Река Гаши и Рајце су УНЕСКО-ве светске баштине и резервати природе. Они нуде фасцинантну и невероватно разнолику слику оригиналних пејзажа са мање људског утицаја. Река извире и тече кроз албанске Алпе на северу док не дође до реке Валбоне.
Национални парк долине Валбоне и Национални парк Тет простиру се унутар албанских Алпа и нуде разне могућности за туризам, риболов, планинарење и трекинг. Пролаз Валбона, на 1.795 хектара, раздваја националне паркове. Албанска традиција, гостопримство, култура и кулинарске вредности овог краја јаки су елементи које ти паркови нуде туристима.
Села Тет су са четири стране окружена бројним двохиљадничарима као што су Радохима на западу, Арапи и Попллука на северу и Језерца на истоку. Познато је по јединственим римокатоличким црквама, народној традицији али и природном наслеђу.
Регионални парк природе Никај-Мертур је подручје сликовитих алпских пејзажа, дубоких речних долина, вертикалних литица, густих шума и малих језера. Лежи унутар висоравни Дукађин и граничи се са Националним парком долине Валбоне на североистоку и Националним парком Тет на северу и североистоку.
Скадар је од 4. века пре нове ере основан од стране илирских племена Ардијеја и Лабеата. Данас има снажан утицај на културу, религију, уметност и забаву северне Албаније. Град је прошаран бројним различитим структурама. Задржао је карактеристичан изглед са уским улицама са високим каменим зидовима са обе стране и високим капијама. Тврђава Розафа, источно од града, једно је од најистакнутијих архитектонских обележја у региону.
Скадарско језеро, највеће језеро у јужној Европи, популарна је дестинација због свог природног богатства и лакоће приступа са копна и мора. Околина језера је пожељна за одмор проведен у миру и тишини. Остале туристичке атракције укључују једрење, риболов и друге водене спортове.
Нове агротуристичке области обухватају Пуку, панорамско језеро Улез и оближња села Дањског Брода, Барбулуш и Фишту у Задрими близу града Љеша, Катунд и Вјетер у региону Мирдита близу Рубика, али и Шиштавец код Кукеша, и алпско подручје Никај-Мертур у региону Лекбибај код Бајрам Цурија . Остале области у развоју укључују рибарска села Широка, Зогај и Гриле или Омарај дуж Скадарског језера .
Главни приморски градови у северној Албанији су Свети Јован и Велипоље, при чему је први велики лучки град, а други је познат по лековитом песку на плажи. Веома популаран током летњих месеци, Шенгјин постаје светски познат по организовању фестивала електронске музике УНУМ у туристичкој атракцији у пешчаној дини Рана е Хедхун. Велипоја је позната по заштићеном подручју обилног борова и животињских врста.

### Централна Албанија
У централном региону Албаније наизменично се налазе археолошка налазишта, замкови, пећине, дуги делови лековитих пешчаних плажа и лагуна, савршени за посматрање птица. Обухвата углавном округе Драч, Тирану, Фјер и Елбасан. У геолошком погледу доминира низија Мизеће на западу Скендербег у центру и планине Кораб на истоку.
Тирана, главни град земље, који су локалне власти званично назвали „Место изван веровања“, позната је по свом културном наслеђу, верској разноликости, живописним зградама, италијанској и социјалистичкој архитектури и природним атракцијама попут планине Дајти и паркова око вештачки створених језера. Тирана је такође надалеко позната по својој отмјеној ресторанској сцени са посебно укусном храном у оквиру Слов Фоод стила живота, и традиционалним агротуристичким подручјима у јужном и источном предграђу града према Драчу, Елбасану и Дајтију. Град организује многе фестивале, спортска такмичења, живе музичке наступе, а дом је неколико регионално познатих тржних центара.
Национални парк Дајти обухвата Дајти, највећи град на истоку Албаније. Доступан је током целе године и може се стићи пешке или жичаром. Пењање на планину нуди посетиоцима поглед на доле у Тирану и на планине иза ње, део заштићеног предела Мали ме Гропа-Бизе-Мартанеш. Дајти се назива Балкон Тиране због панорамског погледа.
Кроју, престоницу Кнежевине Арбанон у средњем веку, мештани називају Јадранским балконом из погледа који пружа дан и ноћ. Због дуге и континуиране историје града, Кроја је место где се налази неколико археолошких налазишта и структура које су још увек евидентне.
Драч је један од најстаријих градова на свету и дом је амфитеатра у Драчу, који је међу највећим на Балканском полуострву. Бројни елементи различитих архитектонских стилова од антике до данас присутни су широм града. Обалне воде нуде плаже, увале, ртове, риболов и једрење.
Национални парк Дивјака-Караваста обухвата лагуну Караваста, највећу лагуну у земљи и једну од највећих у Јадранском мору. Лагуна је одвојена од мора уском траком песка. Његова медитеранска клима и геологија омогућавају присуство широког спектра животиња и биљака, које су ретке у јужној Европи.
Аполонија је једно од најпопуларнијих археолошких налазишта у земљи, које су у антици насељавали и Тауланти и Коринћани. То је једно од најкомплетнијих архитектонских и културних обележја на албанској обали Јадранског мора. Археолози су истраживали остатке локалитета од 1916. године, али велики део локалитета је остао неископан до данас.
Национални парк Лура-Дејес је познат по својих дванаест глацијалних језера, која су настала током глацијалног периода Вирм. Пружа упечатљив пејзаж са интензивним пукотинама и планинским пејзажом без икакве људске интервенције, што је веома ретко у јужној Европи.
Национални парк Штаме Пас је углавном састављен од густих шума, у којима доминирају борови и храстови. У последње време постаје атракција за планинарење.
Национални парк Шебеник-Јабланице је један од најновијих националних паркова у земљи. Посебно је познат по томе што обитава низ различитих врста које брзо постају ретке на Балкану и има неколико глацијалних језера у планинама Шебеник и Јабланица .
Парк природе Кораб-Коритник обухвата највишу планину Кораб у земљи на истоку која се дели са Републиком Македонијом . Иако је у геолошком погледу снажно састављена од краша и кречњака и високих планина. Ово је резултирало различитим топографским карактеристикама унутар граница парка као што су долине, реке, глацијална језера, пећине и кањони.
Поред плажа, централни регион обилује лагунама и другим природним екосистемима који пружају дивне могућности за оне који страствено проучавају и посматрају птице као што су лагуна Патоку, лагуна Куне-Ваин и лагуна Нарта .

### Јужна Албанија
Јужни регион земље је углавном планински и постао је познат по својој медитеранској атмосфери, разноликом пејзажу, живописној обали и селима и градовима уз обалу. Присуство неколико планинских ланаца, као што су планине Церауниан и Пинд, на крају је обликовало разнолик пејзаж југа Албаније.
Протежући се на југозападу, Албанска ривијера је добро позната по својим чистим плавим и тиркизним плажама и била је омиљена дестинација за домаће и стране посетиоце. Поред својих плажа, ово је такође дестинација за опуштање, мир и ноћни живот са неколико музичких фестивала као што је Кала Фестивал и бројним реномираним ноћним клубовима. Многа села и градови у овој области су национално позната као Дерми, Лукове, Паласе, Кепаро и Борш.
Бутринт је УНЕСКО светска баштина и национални парк. Град се налази на југу Саранде дуж јужне албанске обале Јонског мора . Историјски гледано, био је насељен још од праисторије, али је основан као грчка и римска колонија током бронзаног доба . Бројни споменици су данас добро очувани као што су древне градске зидине, крстионица, велика базилика, позориште и дворци. Сви остаци се налазе унутар велике природне шуме са сложеним екосистемима и биодиверзитетом, који зависи од оближњег слатководног језера Бутринт, као и од директне близине Средоземног мора . Комбинација историје, културе и животне средине чини Бутринт јединственим местом, пејзажом са споменицима омиљеним туристима.
Морски парк Карабурун-Сазан обухвата полуострво Карабурун заједно са острвом Сазан у јужној Албанији. Његов терен карактеришу планине, пећине, депресије, увале, кањони и широке плаже. Иако има рушевине потопљених бродова, богату флору и фауну, древне натписе, осамљене плаже и сликовит поглед на Јадранско и Јонско море.
Национални парк Логара је добро познат по свом разноликом биодиверзитету и природном окружењу, на које људски развој релативно не утиче. Мешавина освежавајућег планинског ваздуха на високим надморским висинама на планинама Церауниан и близина Албанске ривијере чини је веома атрактивном дестинацијом за туристе. Регион је такође важан за развој екотуризма, планинарења и параглајдинга.
Саранда је приморски град дуж јужне албанске обале Јонског мора, смештен у потковичастом заливу између планина и брда. Природни феномен извора Плавог ока и архитектонска блага као што су Феника, древне градске зидине, рушевине синагоге, манастира и замка су међу најистакнутијим атракцијама широм града.
Национални парк Хотова-Дангел је највећи национални парк у земљи и простире се унутар удаљеног планинског региона Немерцка и Томорр између долине Вјоса на западу и долине Осум на североистоку. Уски и дубоки кањон Ленгарице у Пермету са бројним пећинама и термалним изворима као што је Бањат е Бењес спадају међу најпосећенија подручја у парку.
Поградец и Лин се простиру на западној обали Охридског језера на истоку. Језеро је једно од најстаријих језера на свету и чува јединствени водени екосистем који је од светског значаја. Разни споменици из различитих древних цивилизација још увек су евидентни на овим просторима као што су Краљевске илирске гробнице, византијске цркве Лин и Света Марина.
Национални парк Томор обухвата планину Томор на југу, која је у албанском фолклору антропоморфизована и повезана са легендарном фигуром Баба Томор . У оквиру кањона Осум, у близини националног парка, налазе се бројне стенске формације, пећине и водопади и представљају спектакуларну природну атракцију у региону.
Берат је један од најстаријих стално насељених градова на свету и налази се на Унесковој листи светске баштине. Град је познат као музеј и град, а назива се и градом хиљада прозора. Данас град сведочи о суживоту различитих верских и културних заједница кроз векове. У граду су још увек жива блага Илира, Римљана, Грка, Византинаца и Османлија . Међу атракцијама у граду и околини су Билис, Аполонија, Момачка џамија, Бератски замак и Цитадела, Мост Горица, Оловна џамија, Црвена џамија, Црква Светог Теодора, Црква Свете Марије од Влахерне, Саборна црква Успења Господњег и Арденица.
Ђирокастра је на листи Берата као УНЕСЦО-ве Светске баштине. Град је описан као редак пример добро очуваног отоманског града, који су изградили фармери на великом имању. Типичне куће се састоје од високих конструкција од камених блокова које могу бити високе и до пет спратова. Куће окружују спољашње и унутрашње степениште. Сматра се да такав дизајн потиче од утврђених сеоских кућа типичних за регион.
Корча је позната по својим четвртима, састављеним од ниских кућа и вила и многим архитектонским грађевинама различитих стилова као што су историзам, сецесија и неокласицизам . Културни елементи Албанаца, Грка, Италијана и Француза спојили су се у граду како би створили јединствену културу. Овде се организује највећи карневал у Албанији који се одржава уочи православног Ускрса . Међу најистакнутије локалитете у граду спадају илирски каменички тумулус.
Mоскопоље је достигло свој врхунац у 18. веку и данас га локални православни хришћани сматрају светим местом. Преостале цркве у региону спадају међу најрепрезентативније црквене уметности 18. века на Балкану.
Национални парк Преспа обухвата и Преспанско и Мало Преспанско језеро у граничном троуглу Албаније, Грчке и Македоније. Острво Мали Град, у оквиру велике Преспе, прошарано је манастиром и неколико пећина, које су погодне за дивљач и кружном литицом. У националном парку успевају стотине различитих врста животиња и биљака.

## Атракције

### Замкови и тврђаве
Сликовни пејзажи Албаније прошарани су замковима, тврђавама и цитаделама. Замкови и тврђаве земље представљају благо и наслеђе историјске прошлости Албаније. Од ране антике до средњег века, првобитно су били направљени од земље и дрвета, а касније од камена и долазе у многим стиловима архитектуре и дизајна. Већина утврђења је обнављана кроз историју и различите епохе са променом владавине и прилагођавањем развоју ратне технологије.
Дворац Розафа је древни замак и један од најистакнутијих локалитета у Скадру . За замак се везује позната легенда о жени која је сахрањена у темељима замка. Простире се на стеновитом брду и са три стране је заробљено рекама Буном, Киром и Дрином . Скадар је служио у 4. веку пре нове ере као престоница илирских племена Ардијеја и Лабеата . Током тог периода, замак је био илирско упориште све док га Римљани нису заузели 167. п. н. е.. Његово садашње име, Розафа, појавило се први пут у раном средњем веку . Касније, када су Османлије освојиле Балкан, замак је тада претворен у џамију.
Дворац Петреле је средњовековни замак у близини Тиране који се налази на врху брда са погледом на Петреле и долину Ерзен. Дворац има троугласту структуру са две посматрачке куле. Рана утврђења вероватно потичу из 3. века, док је у 9. веку проширена и служила је као база за Ђурађу Кастриоти Скендербегу током његове побуне против Османског царства.
Замак Презе је мало утврђење чија је изградња почела у 14. веку и завршена почетком 15. века. Имао је стратешки важну улогу за регион, посебно у средњем веку, пошто је контролисао пут од Драча до Кроје и служио као тачка за размену вести између двораца Петреле и Кроје.
Замак Али-паше саграђен је на малом острву дуж ушћа канала Вивари у Националном парку Бутринт и назван је по албанском владару Али-паши од Јањине, који је владао Јањинским пашалуком и чак покушао да парира Алжирском Деју у мора. Дворац је мала правоугаона грађевина са похабаним зидовима, док се по угловима налазе две похабане округле куле са топовима на његовој морској страни и две неправилне величине излупане четвртасте куле опремљене омчама или прозорима.
Замак Родони се простире унутар рта Родона у непосредној близини Јадранског мора. Име потиче од илирског бога Родона. Након Прве опсаде Крује и Лежанска лига су одлучили да повећају утврђења за употребу против Отоманског царства. Скендербег је изабрао рт Родон као локацију замка и градња је почела 1450. године.

## Путеви
Због различите географске надморске висине, Албанија има бескрајне панорамске руте дуж планинског региона у северној Албанији, као и приморског региона дуж западне низије и јужне обале која се граничи са Јадранским и Јонским морем . Путеви дуж плаже су углавном нови и у добром стању.
Једна од најпознатијих рута је Национални пут 8 (СХ8) од Валоне до Саранде у југозападној Албанији дуж албанске ривијере, почевши од лучког града Валоне до превоја Логара, који је део Националног парка Логара, а такође и дуж Цераунијског пута. Ка превоју Логара поглед постаје веома спектакуларан и један је од најживописнијих путева на Балканском полуострву.
Аутопут А1 од Решена до Калимаша повезује Албанију са Косовом. Из њега се пружа поглед на албанске планине на северу дуж долине реке Фан. Остале руте се састоје од СХ78 од Јергуцата до Делвина дуж превоја Музина са погледом на равницу Дропулли, и СХ75 од Корче до Ерсеке и Пермета. Виа Егнатиа је служила као раскрсница важних путева који су повезивали Јадран са Византијом, а данас је дуж савременог Националног пута 3 (СХ3).